# The Girl and the Matinee Idol
The Girl and the Matinee Idol è un cortometraggio muto del 1915. Il nome del regista non viene riportato nei credit del film che, prodotto dalla Biograph, aveva tra i suoi interpreti Gretchen Hartman, Jack Drumier e Jack Mulhall.

## Trama
Presa dall'infatuazione per il teatro e per un idolo dei matinée, una sciocca ragazza finisce per guarire dalle proprie follie.

## Produzione
Il film fu prodotto dalla Biograph Company.

## Distribuzione
Distribuito dalla General Film Company, il film - un cortometraggio in una bobina - uscì nelle sale cinematografiche statunitensi il 16 aprile 1915. Non si conoscono copie ancora esistenti della pellicola che viene considerata presumibilmente perduta.